# 平汝铁路
平汝铁路自宁夏回族自治区石嘴山市平罗县火车站镇至汝箕沟镇，全长82.2公里，于1971年11月全线通车，素有“太西煤走廊”之称。全线属兰州铁路局银川铁路办事处平汝支线公司负责管理，为电气化铁路，年运送能力330万吨-700万吨。该线虽为货运线路，从1972年6月1日开始运行一对银川站至汝箕沟站的7523/4（原501/502）普客列车。全程143公里，连接13个站点，用时4小时06分。

## 路线概况
该线自包兰铁路平罗站引出，向西北进入大武口石炭井矿区，转正北进入贺兰山。在内蒙古自治区阿拉善左旗呼鲁斯太镇向西进入贺兰山北段腹地，穿过贺兰山隧道后转向南到达平罗县汝箕沟镇。另外各矿区支线铁路在大磴沟站与平汝铁路接轨，矿区支线总长20.1公里。
线路自起点至11公里处地形平坦，偶有沙丘，此后进入贺兰山前的洪积平原和有较大起伏的山麓洪积裙。沿大武沟河谷进入贺兰山区，九跨大武沟至石炭井矿区。
穿过贺兰山蚕木梁的贺兰山隧道，长2054米。

## 历史
1959年，为了转运石炭井（即大磴沟）、白芨沟、大峰沟的煤炭和物资，以大武口站为中心点修筑平汝铁路。全线分为两期施工。
一期工程于1959年5月开工，由兰州铁路局施工；1961年1月移交西北铁路工程局继续施工。1961年7月完成开始临时运营。1966年1月移交兰州铁路局正式运营。一期工程自平罗站（原名潮湖站）始，止于大磴沟站（即石炭井矿区）。全长34.7公里，称“潮石支线”，为一级专用线，非平行图区间通过能力为22.5对。
二期工程于1964年开始，1969年完工。二期工程自大磴沟站延伸至汝箕沟，长47.5公里，称“汝箕沟支线”，为二级专用线，非平行图区间通过能力为20.5对。潮石支线与汝箕沟支线并称为平汝铁路（又名平汝支线），1971年11月移交兰州铁路局正式运营。

## 事故和灾难
- 1975年8月14日，贺兰山暴发山洪，平汝线40处被冲毁，中断行车163小时。[4]

## 脚注
1. ↑  . 宁夏新闻网. 2011-01-10  [2011-03-23]. （原始内容存档于2016-03-10） （中文（简体））.
2. 1 2 3  魏卓等，第188页
3. ↑  马千里 (1983)，第129页
4. ↑  . 宁夏回族自治区商务之窗. 2005-07-20  [2010-08-30] （中文（简体））.[]